# Medicine Man
Medicine Man (en España, Los últimos días del Edén; en Hispanoamérica, El curandero de la selva) es una película de 1992 dirigida por John McTiernan y con Sean Connery y Lorraine Bracco como actores principales. De la música se encargó Jerry Goldsmith.

## Música
1. "Rae's Arrival" (5:06)
2. "First Morning" (3:46)
3. "Campbell and the Children" (1:57)
4. "The Trees" (6:01)
5. "The Harvest" (3:11)
6. "Mocara" (3:36)
7. "Mountain High" (2:41)
8. "Without a Net" (4:19)
9. "Finger Painting" (2:30)
10. "What's Wrong" (1:52)
11. "The Injection" (2:09)
12. "The Sugar" (2:08)
13. "The Fire" (2:10)
14. "A Meal and a Bath" (8:03)

## Taquilla
La película debutó en el número 1.